# Painlevé-Gleichungen
Painlevé-Gleichungen sind nichtlineare gewöhnliche Differentialgleichungen zweiter Ordnung im Komplexen, deren Lösungen bewegliche Singularitäten haben, die höchstens Pole sind. Sie wurden um 1900 und in den Jahren danach von Paul Painlevé auf der Suche nach neuen speziellen Funktionen, die durch solche Differentialgleichungen definiert werden, eingeführt und spielen eine große Rolle in der Theorie exakt integrierbarer Systeme der mathematischen Physik. Die Lösungen der sechs Typen von Painlevé-Gleichungen heißen Painlevé-Transzendente.

## Definition
Painlevé-Gleichungen haben die Form (tiefgestellte Indizes deuten partielle Ableitungen an):
{\displaystyle u_{xx}=R(x,u,u_{x})}
mit einer in {\displaystyle u} und {\displaystyle u_{x}} rationalen und in x lokal analytischen Funktion {\displaystyle R(x,u,u_{x})}. Die Lösungen können Isolierte Singularitäten (Polstellen und wesentliche Singularitäten) haben, die, da die Gleichung nichtlinear ist, auch von der gesuchten Funktion {\displaystyle u} bzw. deren Anfangswerten abhängig sein können (Bewegliche Singularitäten). Painlevé verlangte, dass die beweglichen Singularitäten der Lösungen der Differentialgleichung nur gewöhnliche Polstellen sein sollten, und nicht etwa wesentliche Singularitäten oder Verzweigungspunkte (Painlevé-Eigenschaft). Das kann auch so formuliert werden, dass die Lösungen der Gleichung eindeutig bleiben in der Umgebung der beweglichen Singularitäten.
Die Motivation von Painlevé lag in der Suche nach neuen speziellen Funktionen. Viele der bis dahin bekannten speziellen Funktionen hatten sich als Lösung der hypergeometrischen Differentialgleichung erwiesen, einer gewöhnlichen linearen Differentialgleichung  2. Ordnung, deren Koeffizienten im Komplexen höchstens drei Pole haben. Eine andere ergiebige Gruppe spezieller Funktionen waren die elliptischen Funktionen wie die Weierstraßsche {\displaystyle \wp }-Funktion, die eine nichtlineare Differentialgleichung 1. Ordnung im Komplexen erfüllt. Im Fall von Differentialgleichungen erster Ordnung hatten bereits Lazarus Fuchs 1884 und Henri Poincaré gezeigt, dass nur die Riccati-Differentialgleichung die Painlevé-Bedingung erfüllt und Sofia Kowalewskaja hatte im Fall der Gleichungen des schweren Kreisels gezeigt, dass die Lösungen mit Painlevé-Bedingung exakt integrabel waren.
Painlevé untersuchte davon angeregt systematisch alle Gleichungen 2. Ordnung mit obigen Eigenschaften und sortierte alle Fälle aus, in denen sie auf lineare Differentialgleichungen zurückführbar waren oder die Lösungen schon bekannt waren (Elliptische Funktionen u. a.). Am Ende kam durch seine Bemühungen und die von Bertrand Gambier, der drei der Gleichungen fand, die Painlevé übersehen hatte, eine Liste von sechs Painlevé-Gleichungen zusammen. Diese sind für „generische“ Werte der Parameter voneinander unabhängig, was zu Painlevé´s Zeiten umstritten war (es gab einen Disput mit Roger Liouville, der dies bezweifelte), aber ab Ende der 1980er Jahre endgültig von japanischen Mathematikern wie Keiji Nishioka und Hiroshi Umemura bewiesen wurde.

## Die sechs Painlevé-Gleichungen
Die Gleichungen werden Painlevé I bis VI (römische Ziffern, hier 1 bis 6) bezeichnet (griechische Buchstaben wie {\displaystyle \alpha } bezeichnen komplexe Konstante).
- Typ 1: {\displaystyle y_{xx}=6y^{2}+x}
- Typ 2: {\displaystyle y_{xx}=2y^{3}+xy+\alpha }
- Typ 3: {\displaystyle xy\,y_{xx}=x\left(y_{x}\right)^{2}-y\,y_{x}+\delta x+\beta y+\alpha y^{3}+\gamma x\,y^{4}}
- Typ 4: {\displaystyle y\,y_{xx}={\frac {1}{2}}\left(y_{x}\right)^{2}+\beta +2(x^{2}-\alpha )y^{2}+4x\,y^{3}+{\frac {3}{2}}\,y^{4}}
- Typ 5: {\displaystyle y_{xx}=\left({\frac {1}{2y}}+{\frac {1}{y-1}}\right)\left(y_{x}\right)^{2}-{\frac {1}{x}}y_{x}+{\frac {{(y-1)}^{2}}{x^{2}}}\left(\alpha y+{\frac {\beta }{y}}\right)+\gamma {\frac {y}{x}}+\delta {\frac {y(y+1)}{y-1}}}
- Typ 6: {\displaystyle y_{xx}={\frac {1}{2}}\left({\frac {1}{y}}+{\frac {1}{y-1}}+{\frac {1}{y-x}}\right)\left(y_{x}\right)^{2}-\left({\frac {1}{x}}+{\frac {1}{x-1}}+{\frac {1}{y-x}}\right)y_{x}+{\frac {y(y-1)(y-x)}{x^{2}(x-1)^{2}}}\left(\alpha +\beta {\frac {x}{y^{2}}}+\gamma {\frac {x-1}{(y-1)^{2}}}+\delta {\frac {x(x-1)}{(y-x)^{2}}}\right)}

Typ 1 bis 3 stammen von Painlevé, Typ 4,5 von Gambier. Typ 6 wurde ebenfalls von Gambier hinzugefügt, aber ursprünglich von Richard Fuchs, dem Sohn von Lazarus Fuchs, als Monodromie-Gleichung gefunden. Er betrachtete dazu eine Fuchs'sche Differentialgleichung, eine lineare Differentialgleichung zweiter Ordnung auf der Riemann-Sphäre mit vier regulären singulären Stellen (fixe wesentlichen Singularitäten, o. B. d. A. in den Punkten {\displaystyle 0,1,\infty } und eine bewegliche Singularität im Punkt {\displaystyle t}), und das Verhalten der Lösungen auf Pfaden um die Singularitäten (Monodromie). Dies lässt sich durch eine Substitution im Raum der Fundamentallösungen beschreiben (mit der Monodromiematrix) und Fuchs suchte eine Gleichung, deren Monodromie nicht von der beweglichen Singularität abhing (Isomonodrome Deformation) und kam so zur Painleve-Gleichung vom Typ 6. Die Zusatzgleichungen, die Fuchs dazu angab, können heute als Lax-Paare aufgefasst werden. Bald nach Fuchs wurde die Untersuchung der Isomonodromie der Painlevé-Gleichungen von Ludwig Schlesinger und René Garnier ausgebaut, und Garnier fand auch Zusammenhänge mit integrablen Systemen, die durch Abelsche Funktionen beschrieben werden. Ab den 1970er Jahren wurde die Theorie der isomonodromen Deformationen der Painleve-Gleichung von Michio Jimbō, Tetsuji Miwa, Mikio Satō, K. Ueno sowie von Hermann Flaschka und Alan C. Newell (Isomonodromie-Deformations-Methode) und anderen weiterentwickelt. Sie ist mit Riemann-Hilbert-Problemen verbunden. Fuchs fand auch einen Zusammenhang mit der unvollständigen elliptischen Integralen und der Picard-Fuchs-Differentialgleichung, was von Painlevé aufgegriffen wurde und 1998 von Yuri Manin.  Die Gleichung vom Typ 6 enthält die anderen als Spezialfälle für bestimmte Werte der Parameter.
Die Painlevé-Gleichungen lassen sich auch als Kanonische Gleichungen im Rahmen der Hamiltonschen Mechanik formulieren (J. Malmquist 1922/23, K. Okamoto 1979/80). Weiterhin besitzen sie verborgene Symmetrien, die durch Bäcklund-Transformationen der abhängigen und unabhängigen Variablen der Gleichungen ausdrückbar sind. Kazuo Okamoto, der 1979 eine geometrische Theorie des Raums der Anfangswerte der Painleve-Gleichungen entwickelte (Okamoto-Raum), verband diese Symmetrien mit bestimmten Liealgebren und den zugehörigen affinen Weylalgebren. Die geometrische Theorie wurde von H. Sakai 2001 benutzt, um alle diskreten und kontinuierlichen Painleve-Gleichungen zu klassifizieren.
Jean Chazy versuchte das Programm auf Differentialgleichungen dritter Ordnung  auszuweiten. Die betreffenden Gleichungen haben aber Lösungen, die mit den Modulfunktionen verwandt sind und ihre Singularitäten erfüllen nicht die Painlevé-Bedingung (wie bei den Modulfunktionen treten bewegliche Ränder als Singularitäten auf). Spezialfälle haben elliptische Funktionen und Integrale als Lösung und sind mit den Lösungen der sechsten Painlevé-Gleichung verbunden.

## Anwendungen
In der Physik fanden sie unter anderem in der statistischen Mechanik (Ising-Modell und verschiedenen anderen Spinsystemen, Bosegas, Theorie der Zufallsmatrizen u. a.), in der zweidimensionalen Quantengravitation und Stringtheorie Anwendung. Beispielsweise lässt sich die Korrelationsfunktion für das zweidimensionale Isingmodell durch Painleve-Transzendente vom Typ 3 ausdrücken.
Painlevé selbst wandte sie in der Theorie algebraischer Flächen an. Das wurde unter anderem von K. Okamoto 1979 in seiner geometrischen Theorie der Painlevé-Gleichungen aufgegriffen. Sie haben auch Anwendungen in der Differentialgeometrie von Flächen.
Sie spielt auch allgemein eine große Rolle in der Theorie exakt integrabler Systeme. Wie erwähnt fand schon Sofia Kowalewskaja einen Zusammenhang zwischen der Abwesenheit beweglicher Singularitäten, die nicht vom Poltyp sind, und exakter Integrierbarkeit beim Kreisel. Das wurde bei nichtlinearen partiellen Differentialgleichungen (PDE) für Solitonen, die mit der Inverse Streutransformation (IST) exakt lösbar sind, von Mark J. Ablowitz und  Harvey Segur 1977 aufgegriffen. und Ablowitz, Ramani und Segur vermuteten, dass jede gewöhnliche Differentialgleichung, die aus der Reduktion solcher mit der IST integrablen PDE entsteht, die Painlevé-Eigenschaft besitzt (wobei eventuelle eine Variablentransformation nötig ist). Ablowitz und Segur und andere zeigten das an vielen Beispielen wie der Korteweg-de-Vries-Gleichung, die auf die Painleve-Gleichung vom Typ 2 führt, der Sinus-Gordon-Gleichung, die auf Typ 3 führt, und der Boussinesq-Gleichung, die auf Typ 1 führt. Die Vermutung wurde vielfach bestätigt und auch genutzt, um neue Solitonengleichungen zu finden und dient als Grundlage von Test für die exakte Integrierbarkeit (Painlevé-Tests), ist aber bisher nicht bewiesen. Eine direkt auf PDE anwendbare Variante gaben J. Weiss, M. Tabor und G. Carneval 1983.